# Нигеро-чадские отношения
Нигеро-чадские отношения — двусторонние дипломатические отношения между Нигером и Чадом. Протяжённость государственной границы между странами составляет 1196 км.

## История
Нигер и Чад объединяет много общих черт постколониального политического развития. Эти две бедные страны без выхода к морю не смогли наладить крепкие экономические отношения. Жители северных провинций этих государств, особенно туареги в Нигере, симпатизировали ливийскому лидеру Муаммару Каддафи из-за его идей и происхождения, обе страны пострадали от ливийских притязаний на свои богатые полезными ископаемыми районы. В Чаде и Нигере многие поддерживали идею Муаммара Каддафи о создании Центральноафриканской исламской империи. Во время чадско-ливийской войны на территории Нигера обосновались беженцы из Чада. Ситуация в беженских лагерях тщательно отслеживалась чадской спецслужбой DDS при режиме Хиссена Хабре.
Обе страны также объединяют смешанные религиозные составы населения  (мусульманское и христианское влияние) и экономическое неравенство. Чад и Нигер находятся под влиянием соседней Нигерии, которая обладает сравнительно развитой экономикой и большим населением.
С марта 2015 года Нигер и Чад объединили усилия в борьбе с экстремистами из группировки Боко харам.